# Гелен Луїза Тафт
Гелен Луїза Тафт (до шлюбу Геррон; 2 червня 1861 — 22 травня 1943), відома як Неллі — перша леді США з 1909 по 1913 рік у шлюбі з президентом Вільямом Говардом Тафтом.
Неллі, народжена в сім'ї з політичними зв'язками в штаті Огайо, була добре освіченою, до шлюбу викладала. Вона підтримувала чоловіка протягом усієї його кар'єри, була активною в соціумі, дуже допомагала людям, коли чоловік працював у різних офісах. Усі їхні діти зробили успішну кар'єру. Неллі справила тривалий вплив на позицію першої леді; серед іншого, впровадила деякі музичні традиції, вміло займалася соціальними справами і була ключовою у посадці знаменитих вишневих дерев у Вашингтоні. Підтримувала соціальні справи, такі як виборче право жінок і безпека на робочому місці. Після смерті чоловіка залишалася соціально активною.

## Ранні роки
Неллі Тафт, народжена в Цинциннаті, штат Огайо, була четвертою з одинадцяти дітей судді Джона Вільямсона Геррона (1827—1912), однокласника Бенджаміна Гаррісона з коледжу та партнера Резерфорда Гейза. Її мати, Гаррієт Коллінз Геррон (1833—1902), була дочкою і сестрою конгресменів США; Дід Неллі, Ела Коллінз, і дядько Вільям Коллінз були членами Конгресу, а її дядько Ісаак Клінтон Коллінз був суддею і політиком. У дитинстві її називали Неллі, а не Гелен; так її називали в родині, оскільки її єдину дочку звали Гелен. У 1866—1879 роках Неллі Геррон була зарахована до приватної школи «Міс Медсестра», відомої в Цинциннаті як The Nursery, і вона брала уроки в Університеті Цинциннаті. Починаючи з 1882 року до шлюбу Гелен викладала в різних школах. У 1877 році вона з батьками відвідала святкування двадцять п'ятої річниці весілля Президента Резерфорд Гейз та його дружини і залишився на тиждень у Білому домі. Її молодша сестра Люсі Гейс Геррон була охрещена на цьому заході та названа на честь місіс Гейз.
У 1879 році Гелен Геррон познайомилася з Вільямом Говардом Тафтом на вечірці з бобслею в Цинциннаті; йому було 22 роки, їй 18. Він запросив її вперше в лютому 1880 року, але вони регулярно не зустрічалися до 1882 року. Він зробив їй пропозицію в квітні 1885 року, і в травні вона погодилася.

## Шлюб
Одруження відбулося 19 червня 1886 року в будинку батьків нареченої в Цинциннаті. Весілля здійснював преподобний ДНК Годж із Занесвілла, штат Огайо. Молодший брат Тафта Горацій Тафт був боярином. Перш ніж вирушити в тримісячне турне Європою, пара провела медовий місяць у Нью-Йорку і чотири дні в Сі-Брайт, штат Нью-Джерсі.
Повернувшись, вони оселилися в Цинциннаті. Неллі Тафт заохочувала політичну кар'єру чоловіка, незважаючи на те, що він часто віддавав перевагу судовій владі. Проте вона вітала кожен крок у його суддівській кар'єрі: суддя штату, генеральний солісітор США і суддя федерального окружного суду. У 1900 році як генерал-губернатор Тафт погодився взяти на себе керівництво американським цивільним урядом на Філіппінах (1900—1903). Неллі Тафт переїхала з дітьми до Маніли, де намагалася примиритися з місцевим населенням, виявляючи повагу до культури Філіппін, вивчаючи мову, одягаючи філіппінський костюм і запрошуючи філіппінців на світські заходи. Подальші подорожі з її чоловіком, який став військовим міністром у 1904 році, принесли розширений інтерес до світової політики та космополітичне коло друзів.
Народила двох синів і дочку. Роберт А. Тафт (1889—1953) був політиком і державним діячем, Гелен Тафт Меннінг (1891—1987) була освітянкою, а Чарльз Фелпс Тафт II (1897—1983) був громадським діячем.

## Перша леді США

Перша леді Гелен Тафт на офіційному портреті Білого дому

Неллі Тафт була першою першою леді, яка взяла участь у параді інавгурації свого чоловіка, що вона зробила, незважаючи на несприятливу погоду. Вона почала приймати гостей три дні на тиждень у Червоній кімнаті. Іноді відвідувала засідання Кабміну з Президентом, не висловлюючись з цих питань. Після державних обідів вона ввела музичні розваги, що стало традицією Білого дому. Тафти відвідували симфонічні, оперні та театральні вистави у Вашингтоні, округ Колумбія; вона започаткувала ще одну літню традицію в парку Вест-Потомак, коли оркестр морської піхоти США грав для публіки.
У травні 1909 року Неллі Тафт перенесла інсульт, який погіршив її мову, праву руку та ногу. Інсульт стався на початку президентського терміну чоловіка. За допомогою чотирьох сестер вона продовжувала виконувати свої функції керівниці Білого дому, поки не одужала з допомогою чоловіка.
Найважливішою подією адміністрації Тафта була гала-урочиста річниця срібного весілля Тафта 19 червня 1911 року для близько 2000 гостей.
У своєму найважливішому внеску в якості першої леді Неллі Тафт організувала посадку 3020 японських вишневих дерев навколо Припливного басейну та на території Капітолія; разом із віконтесою Івою Чіндою (дружиною японського посла) вона особисто посадила перші два саджанці на церемонії 27 березня 1912 року.
У 1912 році Тафт пожертвувала свою інавгураційну сукню Національному музею американської історії, щоб розпочати виставку сукні першої леді, одного з найпопулярніших експонатів Смітсонівського університету.
Першій леді особливо сподобалося товариство віцепрезидента Джеймса Шермана та його дружини Керрі; це стимулювало більш гармонійні робочі стосунки між президентом і віцепрезидентом, які раніше опинилися у конфлікті.

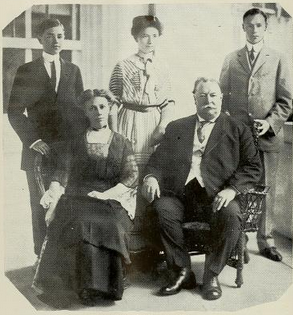
Сім'я Тафтів (1912)

У червні 1912 року вона відвідала Національний з'їзд Республіканської партії, який повторно висунув її чоловіка, і Національний з'їзд Демократичної партії, який висунув його опонента Вудро Вільсона. Вона зайняла місце в першому ряду, щоб стримати критику промовців на адресу її чоловіка. Програвши на виборах, Тафти повернулися до Цинциннаті, де Вільям почав викладати право. Неллі Тафт написала свої мемуари «Спогади повних років», які були опубліковані в 1914 році. Під час Великої війни вона підтримувала американський Червоний Хрест.
Після призначення Тафта до Верховного суду в 1921 році, Неллі Тафт стала єдиною жінкою, яка була як першою леді, так і дружиною головного судді. Після повернення до Вашингтона вона відновила свою громадську діяльність.
Заборона в той час була головною політичною дискусією. Неллі Тафт була противницею руху за заборону алкоголю, тому під час її посади першої леді гостей Білого дому частували алкоголем. Вільям Говард Тафт виступав проти заборони під час свого президентства і більшу частину свого часу на посаді головного судді, але сам був прихильником тверезості та протягом останніх років писав листи на підтримку цілей заборони.
Неллі Тафт була першою першою леді, яка опублікувала мемуари, мала і водила автомобіль, підтримала виборче право жінок, курила сигарети, успішно лобіювала стандарти безпеки на федеральних робочих місцях та послідувала за своїм чоловіком на параді інавгурації.
Неллі Тафт овдовіла 8 березня 1930 року і залишилася в місті Вашингтон. Будучи почесною віцепрезидентом Колоніальних дам Америки та дівчат-скаутів США, вона продовжувала брати участь у суспільному житті.
Померла у Вашингтоні, округ Колумбія, 22 травня 1943 року і була похована поруч з чоловіком на Арлінгтонському національному кладовищі, що створило прецедент, який пізніше використовувався для Жаклін Кеннеді.

## Подальше читання
- Fierro, Rafaele. «Helen Herron Taft: The Forgotten Impact of a Memorable First Lady.» in A Companion to First Ladies (2016) pp: 320—338.
- Taft, Helen H. Recollections of Full Years [Архівовано 28 березня 2022 у Wayback Machine.]. New York: Dodd, Mead & Co, 1914.